# شركة الغاز والتصنيع الأهلية
شركة الغاز والتصنيع الاهلية هي شركة مساهمة سعودية، تأسست في عام1963، بهدف تزويد السوق السعودي بالغاز الطبيعي المُسال (LPG)،وتقديم حلول نقل وتعبئة مبتكرة تلبي تطلعات عملائها في القطاعات السكنية والتجارية والصناعية.
شهدت الشركة تطورات إيجابية خلال مرحلة التأسيس تمثلت في وذلك باندماج شركة الغاز الأهلية بالدمام، مع شركة الغاز والتصنيع السعودية في الرياض، ثم تبعت لها جميع الشركات والمؤسسات التي تعمل في مجال الغاز، مما أحدث نقلة نوعية في مسيرتها جعلت منها المزود الرئيسي للقطاعات المختلفة، والشركة الرائدة في تقديم خدمات نقل وتعبئة الغاز الطبيعي المُسال بالمملكة العربية السعودية.
تنطلق الشركة من رؤية طموحة لتكون الشركة الرائدة في توفير حلول الغاز على مستوى المنطقة، وهي تستند في تطلعاتها على ثقة عملائها ودعم المساهمين والشراكات الاستراتيجية التي منحتها القوة في سوق الطاقة السعودي، كما تستند على كوادر وطنية مؤهلة تقود العمل بكفاءة عالية منحتها التميز في تقديم منتجات وخدمات غاز موثوقة وذات جودة عالية ووفق أفضل المعايير العالمية. 

## نشاط الشركة
يتمثل نشاط الشركة الرئيسي في نقل وتعبئة وتسويق غاز البترول المسال كخليط مكون من غازي البيوتان والبروبان أو من غاز البيوتان أو البروبان بشكل منفصل، بالاضافه إلى تسويق الاسطوانات والخزانات الفارغة والقطع الخاصة بها والمعدة لنقل الغازات، وكذلك القيام بتنفيذ التمديدات وتركيب الخزانات في مواقع المستهلكين, ضمن دورها بتزويد القطاعات المختلفة بأفضل حلول الغاز وتقديمها على أوسع نطاق بمناطق المملكة المختلفة.
```
تمتلك محطات عديدة للتعبئة وأسطولاً كبيراً للنقل والتوزيع.تقوم الشركة القيام بجميع الأعمال المتعلقة بصناعة ونقل وتسويق المواد البترولية والكيميائية والزجاج 
وقطع غيار
 السيارات والمعدات وإنشاء مراكز الخدمة البترولية وصيانة المعدات والسيارات، كما يجوز لها تملك العقارات وشراء الأراضي لإقامة المباني عليها واستثمارها بالبيع والإيجار لصالح الشركة.
```